# Esse församling

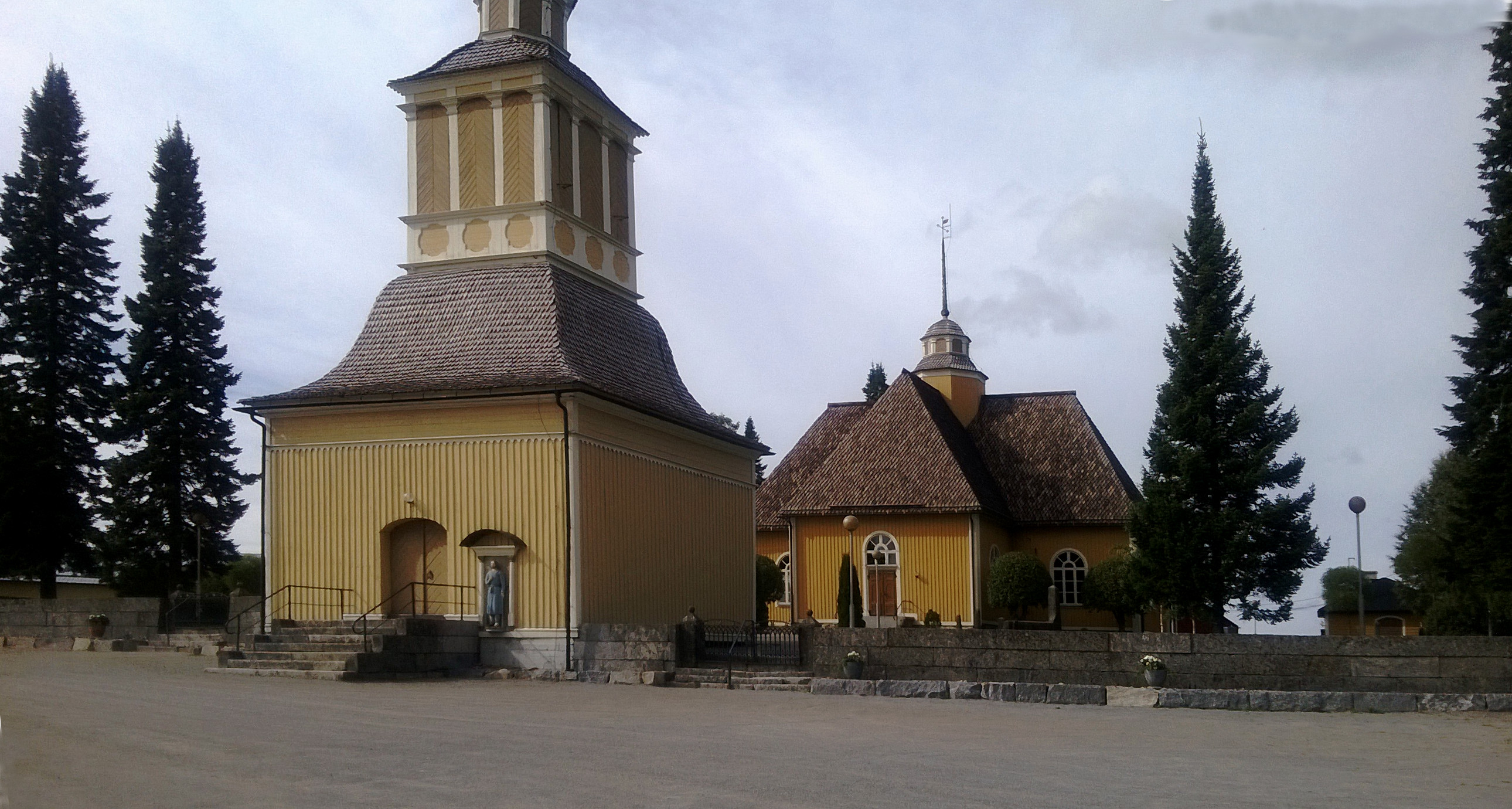
Esse kyrka

Esse församling var en församling i Pedersöre prosteri inom Borgå stift i Evangelisk-lutherska kyrkan i Finland. Församlingen bestod av 2 903 kyrkomedlemmar (08/2018) som bor i Esse kommundel inom Pedersöre kommun.

## Historiskt
Församlingen fick sitt första bönehus år 1700. !730 anhöll man av kungen om kapellrättigheter. Församlingen bildades som kapellförsamling under Pedersöre moderförsamling 12 juni 1732. Den blev egen självständig församling 1865. År 1977 kom församlingen att ingå i Pedersörenejdens kyrkliga samfällighet.
Församlingen upphörde 31.12.2019 när den tillsammans med Purmo och Pedersöre församlingar bildade  en ny församling men namnet Pedersöre församling.

## Särskilt kända präster
Abraham Achrenius, som kom att bli frontfigur inom den inom kyrkliga väckelsen i Finland, har verkat i Esse församling. En av hans psalmer "Jesus, korsets man" ingår i den finlandssvenska psalmboken från 1986. Kyrkoherdarna Bertel Söderholm och Sigurd Norrgård har också fått sina textbidrag publicerade i psalmboken.

## Kyrkan
Esse kyrka (1771) planerades av Matts Honga. 

## Präster

### Kaplaner i Esse kapellförsamling[7]
- Abraham Achrenius 1736 - 1740 född i Sommarnäs, död i Nousis
- Mattheus Choraeus[8] 1741-1782, född 3.7.1705 i Merimasku död 20.2.1782 i Esse
- Henric Moliis[9] 1.5.1783 - 12.3.1829, Född 2.4.1745 i Korsnäs, dog 12.3.1829 i Esse[10]
- Jakob Justus Frosterus[11] 1830 - 29.11.1865, född 15.10.1814 i Haukipudas död 29.11.1865 i Esse.

### Kyrkoherdar i Esse församling
- Jakob Vegelius 1870 -1874
- Karl Sandelin 26.6.1874 - 31.7.1883
- Olivier Lundenius 1885 - 1896
- Ivar Forsman 1898-1911
- August Bruno Forsberg 1913 - 1915
- Kaarlo Sivenius[7] 1917 -
- Sven Renlund
- Gustav Granvik
- Bertel Söderholm -1980
- Sigurd Norrgård 1980-1985
- Kaj Granlund 1985-2019 övergick till kyrkoherde i den nybildade Pedersöre församling

### T.f. tjänsteinnehavare och adjunkter före Finlands självständighet[7]
- Nils Henrik Chydenius 1825
- Petter Johan Sandelin 1825
- Elias Vilhelm Krank 1825 - 1827
- C. Fr. Alcenius 1827-1829
- Niklas Robert Lagus 1849 - 1850
- Adolf Nylander 1850 - 1851
- Johan Häggman[12] 1.5.1851 -16.1.1855. Född 1.3.1823 i Vasa dog 6.8.1856 i Jakobstad. Begravd vid Esse kyrkas västra korsarm.
- Anders Lilius 1851
- Fredrik Sterenius 1856 - 1858
- Johan Henrik Wijkberg[13] 2.6.1858 - 1.9.1863
- Karl Lindgren 1863 - 1870
- Johan Kovero 1893 -1894
- Karl Turtola 1894 -1895
- Juho Päiviö 1896
- Heikki Autero 1896 - 1898
- Edvin Schönberg 1900
- Frans Kärki 1912
- Immanuel Backman 1916 - 1917

### Klockare[7]
- Simon Andersson född 1745, var kykväktare men troligen också sångledare
- Hans Johansson född 1735, kykväktare och troligen också sångledare
- Matts Vikman, född 1730, klockare 1770-1802
- Isaac Sundqvist, klockare 1902-1833
- Henrik Gustaf Sundqvist, klockare 1833-1858, son till Isaac Sundqvist
- Anders Gustaf Sund, klockare 1860-1900
- Manasse Björklund, klockare 1902-
- Fredrik Karlsson
- Bengt Forsblom
- Kristina Klingenberg
- Anna-Karin Johansson tf
- Niclas Nylund tf
- Stefan Lönnquist
- Bill Ravall 2014-2019, övergick som kantor i den nybildade Pedersöre församling

### Diakonissor[7]
- Aina Indola 1915-1925
- Ester Särs 1925 -
- Elna Lönnkvist gift Kjellman
- Margareta Norrgård, tf
- Benita Nyman
- Birgitta Wiklund, tf.
- Gullan Lind
- Gunborg Silván
- Annica Smeds
- Monica Cederberg, tf -2019 övergick som diakoniarbetare i den nybildade Pedersöre församling